# SN 1954R
SN 1954R – supernowa odkryta 7 września 1954 roku w galaktyce NGC 210. W momencie odkrycia miała maksymalną jasność 15,90m.